# Анга
А́нга (санскр. अंग) — название древнеиндийского государства и населявшего его племени или народа. Самое раннее упоминание об ангах содержится в «Атхарваведе» (V.22.14), где они перечисляются наряду с магадхами, гандхарами и муджаватами. В джайнских текстах анги и ванги называются арийскими племенами. Согласно ранним буддийским текстам, в VI веке до н. э. Анга была одной из шестнадцати махаджанапад. Анга также упоминается в Пуранах.
По «Махабхарате» царство Анга располагалось на территории современных округов Бхагалпур, Банка и Монгхир в штате Бихар и части Бенгалии. Позднее государство Анга расширило свои границы и занимало бо́льшую часть бенгальской территории. Река Чампа (современная Чандан) была естественной границей между государством Магадха на западе и царством Анга на востоке. На севере граница пролегала по реке Коши.
Согласно «Махабхарате» Дурьодхана назначил Карну правителем Анги. В «Махабхарате» (II.44.9) также говорится об Анге и Ванге как о едином государстве. Столицей ангов была Чампа. По «Махабхарате» и «Харивамше» Чампа ранее называлась Малини и располагалась на правом берегу Ганги у её слияния с рекой Чампой. Это был крупный и процветающий город, который в буддийском тексте «Дигха-никая» называется одним из шести основных городов Индии. В Джатаках город Чампа называется Калачампа. Согласно Джатаке «Махаджанака» город располагался в 16.4 км от Митхилы (в округе Бхагалпур в Бихаре). Чампа славилась своими богатствами и была известным торговым центром. Была развита морская торговля: купцы плавали с торговыми целями вплоть до Суварнабхуми. Древний регион и царство Чампа в центральном Вьетнаме по всей видимости получили своё название от индийской Чампы.
Говорится, что другими крупными городами на территории государства Анга были Ассапура и Бхадрика.